# 林聰
林聰（1417年—1482年），字季聰，福建承宣布政使司福州府寧德縣（今福建省寧德市）人，明朝政治人物，正統己未進士，官至刑部尚書、左都御史。

## 生平
正統三年（1438年）舉戊午科福建鄉試第九名，正統四年（1439年）聯捷進士，授吏科給事中。景泰元年（1450年），進都給事中。當時，中官金英家人違法，都御史陳鎰、王文治案卻均不罪于金英。林聰率領同官彈劾陳鎰、王文畏勢從奸，一併彈劾御史宋瑮、謝琚均下獄，之後恢復職位，林聰繼續彈劾，宋瑮、謝琚被調外。太監單增督京營受寵，當時士兵稍忤者輒遭辱，其家奴白晝殺人，奪民產。林聰舉發其事，單增下詔獄，后獲寬宥，不敢再作亂。景泰三年，上疏請糾察刑獄治理妖僧趙才、湖廣副使邢端等，后均得準。
當時建造東宮，林聰因反對，遷春坊司直郎。景泰四年（1453年），大學士商輅稱其敢言，不宜置之散地，於是恢復為吏科都給事中。隨後請減輕福建銀場額重。景泰五年，以災異偕同官條上八事，限制武清侯石亨、指揮鄭倫等分田等。林聰最初彈劾吏部尚書何文淵下獄后致仕。之後彈劾山西布政使王瑛老等，均罷免。御史白仲賢擢廣東按察使。林聰言其奔競不當超擢，乃遷鎮江知府。兵部主事吳誠夤緣得入吏部，因林聰彈劾，遂改工部。各司均忌憚林聰風裁，其所言未有不敢遵從的。內閣及諸御史亦並以林聰好論建，並非善臣。同年冬，林聰甥陳和為教官，欲得近地便養，林聰對吏部官吏陳說此事。御史黃溥等遂劾林聰挾制吏部，加之此前得罪的眾多官運均彈劾，后下廷訊，坐專擅選法，論斬。因高谷、胡濙力救得免，貶為國子監學正。
英宗發動奪門之變后，拜其為左僉都御史，巡撫山東，賑災饑荒，使得飢民得活者多達一百四十五萬人。后進升右副都御史，逮捕江淮鹽盜，平定并懲治當地貪官。后母丁憂，起復，再辭，不予批准。天順四年，曹石之變爆發，將士妄殺，至割乞兒首報功。林聰署都察院事，令獲賊者必生致，濫殺為止。成化二年，外出巡視淮南淮北饑荒，奏貸漕糧及江南余糧以賑災，得到批准。次年，與戶部尚書馬昂清理京軍，進升右都御史。成化七年，代王越擔任大同巡撫，后遇疾致仕。再過一年，以故官起掌南京都察院。成化十三年（1477年），召拜刑部尚書，尋加太子少保。成化十五年，與中官汪直、定西侯蔣琬按察遼東失事，汪直包庇巡撫陳鉞，林聰無法與之爭。成化十八年，卒於任上，享年六十八歲。贈少保，謚莊敏。

## 佚事
成化間，戶部尚書楊鼎與刑部尚書福建林聰會面。席間，林聰开玩笑道：「胡兒七歲能騎馬。」諷刺楊有鬍子。楊鼎回敬道：「癩子三年不似人」，諷刺林聰形貌不揚。